# Engraulis ringens
La anchoveta (Engraulis ringens) es un pez de la familia Engraulidae, que vive en la zona sureste del Océano Pacífico frente a las costas de Perú y Chile.

## Descripción
- Es una especie pelágica que vive en densos cardúmenes en aguas superficiales frías cerca de la costa, pero pueden estar hasta 180 km de distancia de la costa.
- Se alimenta de plancton y se reproduce principalmente entre julio y septiembre y en menor proporción durante los meses de febrero y marzo.
- Tiene alta tasa de grasa con muchos ácidos grasos omega-3 y omega-6.
- El Evento del Niño Oscilación del Sur (ENOS), a menudo conocido simplemente como El Niño, tiene una influencia negativa en el recurso,y al contrario ,el evento de La Niña,tiene un efecto positivo.

## Morfología
Tiene el cuerpo delgado y alargado y su color varía de azul oscuro a verdoso en la parte dorsal y plateado en el vientre. 
- La mandíbula superior es más pronunciada que la inferior; la boca se extiende por detrás del nivel del borde posterior del ojo.
- n° de radios aleta dorsal: 5-17.
- n° de Aleta anal:15-22.
- n° de Aletas pectorales: 15-17.
- n° de Aletas pélvicas: 7-8.[2]

## Utilización
- Su captura se realiza con flota industrial o artesanal.[3]
- Se utiliza la anchoveta para producir harina de pescado y aceite de pescado.
- Aunque también se comercializa fresco-refrigerado; conserva; filete de anchoa en salazón; congelado: entero eviscerado, sin cabeza eviscerado (H&G).[3]
- Desde 2000 se comenzó utilizar la anchoveta también en forma fresca, enlatada y congelada. El Instituto Tecnológico Pesquero, hoy Instituto Tecnológico de la Producción (ITP), con apoyo de la FAO, realizó investigaciones para el desarrollo de nuevos productos a base de anchoveta, con la finalidad de aprovechar este recurso marino para consumo humano directo.
- En algunos países (ejemplo Canadá) la anchoveta enlatada viene comercializada con el nombre 'Peruvian Sardines'.

## Ecología

### Alimentación
La anchoveta se alimenta de fitoplancton, zooplancton pequeño y larvas en la columna de agua. Aunque mayoritariamente zooplancton de mayor tamaño, incluido el macrozooplancton: krill y los copépodos de gran tamaño.

### Longevidad y Tamaño
La anchoveta peruana vive hasta 3 años (fishbase).

### Tamaño
alcanza los 20 cm (fishbase). 

### Reproducción
Se reproduce por primera vez cuando tiene 1 de edad y 10 cm de longitud, mientras que se recolecta a partir de los 6 meses de edad y 8 cm de longitud (IUCN).